# Buono!
Buono!（ボーノ）は、かつてハロー!プロジェクトに所属していた女性アイドルグループである。

## 概要
- 2007年、Berryz工房から嗣永桃子と夏焼雅、℃-uteから鈴木愛理を選抜し結成されたユニット。
- デビューから一貫して滝川洋がプロデューサーをつとめ、楽曲にハロー!プロジェクト外部からの制作陣が多く関わり、ライブやPVにバックバンドを取り入れるなど、ロックサウンド主体のユニットであることから、ハロー!プロジェクトの中では例外的なユニットである[1]。
- 2007年から2010年まで放映されたテレビ東京系列のテレビアニメ「しゅごキャラ!」[2]シリーズのテーマソングを担当。原作は講談社「なかよし」で好評連載中の作品で、5月には第32回講談社漫画賞の児童部門を受賞した[3]。番組終了後もCD制作やライブ活動を継続し、ピザーラやVIVAパエリアのCMに出演するなど多方面の活動にシフトしていった。
- 2009年、日本青年館で初の単独ライブ。2010年からは年2回のペースでライブツアーをおこない、2012年2月にはパリでの単独公演を開催している[4]。また同年6月には、日本武道館で開催されたライブイベントに出演、「初恋サイダー」を含む3曲を披露した[5]。
- 2012年9月、大阪公演以降、単独でのライブは開催されず、Berryz工房および℃-uteの出演するライブイベントで楽曲を披露するなど、限定的な活動となっていた[6]。
- 2016年8月25日、日本武道館において4年ぶりとなる単独コンサートを開催。チケットは即日完売[7]。同公演は海外含めた22会場でライブビューイングも開催された[8]。4年ぶりとなるシングル「ソラシド〜ねえねえ〜 」も同ライブで初披露された。
- 2017年5月22日、横浜アリーナにおいてラストライブ「Buono! ライブ 2017 〜Pienezza!〜」を開催した[9]。
- 気合い入れの言葉は『今日も美味しくいただきますっ!!』[10]。
- ジャケット上のセンターは1stシングル「ホントのじぶん」から3rdシングル「Kiss!Kiss!Kiss!」までは夏焼雅、4thシングル「ガチンコでいこう!」から7thシングル「MY BOY」は嗣永桃子、8thシングル「Take It Easy!」からは鈴木愛理、13thシングル「初恋サイダー/DEEP MIND」、14thシングル「ソラシド〜ねえねえ〜」は嗣永桃子である。

## メンバー
| 名前                       | 生年月日              | 活動当時の兼任グループ          | メンバーカラー | 備考                                                                         |
| -------------------------- | --------------------- | ------------------------------- | -------------- | ---------------------------------------------------------------------------- |
| 嗣永桃子 (つぐなが ももこ) | 1992年3月6日（33歳）  | Berryz工房 カントリー・ガールズ | ピンク         | リーダー。 2017年6月30日にカントリー・ガールズを卒業し、同時に芸能界も引退。 |
| 夏焼雅 (なつやき みやび)   | 1992年8月25日（32歳） | Berryz工房                      | 赤             | サブリーダー。 活動休止後はPINK CRES.で活動。                                |
| 鈴木愛理 (すずき あいり)   | 1994年4月12日（31歳） | ℃-ute                           | 黄緑           | 給食係。 現在はソロで活動。                                                  |

Dolce（ドルチェ、バックバンド）
「Dolce」に決まる前のバンド名は「パスターズ」だった。
- キーボード/バンドマスター/編曲  ： eji（元カムロバウンス）
- ギター ： じゅんちゃん（菅原潤子）[注 4]

- ドラムス ： cheeta（元中ノ森BAND）[注 5]
- ベース ： きくちゃん（菊池聖美）
- ベース ： なおみち（岩崎なおみ）[注 6]
- ドラムス ： まいまい（今村舞）（元SUPER EGG MACHINE）
- ギター ： マーティ（磯貝真由）[注 7]
- ギター ： まり-P（藤井万利子）（元SUPER EGG MACHINE）[注 8]
- DJ ： DJ Konnie（コニー青木［Konnie-PLASMO'-Aoki］）
- ギター ： けいちゃん（ひぐちけい） サンナナニ（当時サンナナニ（〜2016年11月25日脱退・解散））[注 9]

## 略歴
2007年
- 7月21日、サンシャインシティ噴水広場で開催された「なかよしフェスティバル2007」でユニット結成を発表。
- 8月22日、パレットタウンパレットプラザでデビュー曲発表ライブを開催する。
- 9月15日、ラジオ番組「CUTIE PARTY」に鈴木愛理がゲストで出演した際に『ホントのじぶん』が初オンエアされる。
- 9月30日、横浜BLITZで開催された「℃-uteライブツアー2007秋〜放課後のエッセンス〜」にゲスト出演[12]。
- 10月6日、アニメ「しゅごキャラ!」が放送開始。オープニング・エンディングテーマ曲を担当。
- 10月7日・8日、パシフィコ横浜で開催された「モーニング娘。“熱っちぃ地球を冷ますんだっ。”文化祭2007」のアニメ広場で『ホントのじぶん』を披露した[13]。
- 10月12日、Buono!特設サイトを開設。[14]同時にブログ「くいしんBuono!」を開始する。
- 11月17日、Buono!デビュー記念イベントを東京厚生年金会館で開催。同月25日には大阪 エル・シアターでも開催。

2008年
- 8月22日、FC会員限定の「Buono! 結成1周年記念 FCスペシャルライブ 〜Rock'n Buono!〜」を横浜BLITZで開催。

2009年
- 2月11日・12日・14日・15日、日本青年館で「Buono!ライブ2009 〜ハイブリッド☆パンチ〜」を7公演（2月12日は1公演）を開催。一般向けとしては初のライブとなる。
- 4月29日、Buono!特設サイトがリニューアルし、同時にメンバーのブログの名前も「しゃべりんBuono!」になった。
- 5月24日にストックホルム（スウェーデン）で開催が計画されていた日本カルチャーイベント「Stockholm Japan Expo 2009」に出演予定だったが、主催者都合によりイベント自体が開催中止となる。[15][16]
- 8月21日、FC会員限定のライブイベント「Rock'n Buono!2」をZepp Tokyoで開催。
- 10月15日、SHIBUYA O-EASTでの『MELON GREETING』にゲスト出演の予定であったが、嗣永桃子、夏焼雅がインフルエンザのため出演を見合わせ、鈴木愛理1人で出演した[17][18][19]。

2010年
- 2月3日、シングル『Our Songs』発売。これがポニーキャニオンからの最後のシングルリリースとなる。
- 8月10日、ベストアルバム『The Best Buono!』をリリース。

2011年
- 2月2日、レコード会社をアップフロントワークス（zetimaレーベル）へ移籍。第一弾シングル「雑草のうた」を発売。
- 2月5日、湘南ビーチFMで冠番組となるラジオ番組「MUSIC Buono!」スタート。10月1日、「Café Buono!」にリニューアル。
- 10月29日、映画『ゴメンナサイ』で映画初主演を務める。また、同映画の主題歌も担当する[20][21]。
- 11月12日、子宮頸がん予防啓発プロジェクト　Hellosmile Live 2011 Autumn[22]に出演。

2012年
- 2月12日、フランス・パリのライブハウス、ムーランルージュで初めての海外単独ライブを行った[23]。
- 6月25日、指原莉乃プロデュース『第一回ゆび祭り〜アイドル臨時総会〜』に出演[5]。Buono!として初めて日本武道館のステージを踏む。

2013年
- 4月6日、湘南ビーチFMの冠番組が「Trattoria Buono!」にリニューアル。
- 5月25日、Buono!の映画『ゴメンナサイ』のDVDがアメリカでリリースされた[24]。
- 8月27日、「SATOUMI × OTODAMA 2013 〜ゲストにベリキュー！海に集合！〜」で、Buono!がサプライズゲストとして登場[25]。

2014年
- 1月1日、前日からの年越しコンサート「Hello! Project COUNTDOWN PARTY 2013 〜GOOD BYE & HELLO!〜」（2部）で、Buono!がサプライズゲストとして登場し、『恋愛♥ライダー』を披露[26]。
- 7月4日、フランスで開催された第15回Japan Expoに出演、『初恋サイダー』『ガチンコでいこう!』『ホントのじぶん』の3曲を披露[27]。
- 9月3日、テレビ東京の番組「The Girls Live」向けに『ロッタラ ロッタラ』1曲をスタジオ収録[28]。10月10日未明（10月9日深夜帯）にオンエア[29][30]。
- 9月10日と9月11日に日本武道館で行われた℃-uteとBerryz工房とのジョイントコンサートに両日とも出演。10日の「℃-ute（910）の日スペシャルコンサート2014 Thank you ベリキュー! in 日本武道館 [前編]」では『Kiss! Kiss! Kiss!』を、11日の「Berryz工房デビュー10周年記念スッペシャルコンサート2014 Thank you ベリキュー! in 日本武道館 [後編]」では『ロックの神様』を披露した[31]。

2015年
- 2月28日と3月1日に開催されたBerryz工房祭りにおいて、『ホントのじぶん』『ロッタラ ロッタラ』『泣き虫少年』『カタオモイ。』『恋愛♥ライダー』『タビダチの歌』を両日披露した。
- 12月31日に開催されたHello！Project COUNTDOWN PARTY 2015 〜 GOOD BYE & HELLO ! 〜（2部）において、『恋愛♥ライダー』『ロッタラ ロッタラ』『MY BOY』『カタオモイ。』『初恋サイダー』『-Winter Story-』『Kiss!Kiss!Kiss!』の7曲を披露した。また、2016年8月25日（夏焼雅誕生日）、日本武道館公演決定を発表した。この際、℃-ute、カントリー・ガールズ、夏焼雅新グループ（2016年4月1日にメンバー発表）の参加も併せて発表された。[32]

2016年
- YouTube内の[buonochannel]が約4年ぶり、7月28日に更新された。
- 7月30日10時より武道館公演（以後、Buono! Festa 2016）の一般販売が開始され、約2時間で完売した。
- 同[buonochannel]8月5日の更新により、新曲『ソラシド〜ねえねえ〜』『ロックの聖地』を発表。『ロックの聖地』が『ロックの神様』のアンサーソングであることも発表された。また、8月25日開催の「Buono! Festa 2016」でDVDシングルを先行販売する事も発表された。
- 8月15日、国内20箇所と、香港、台湾の計22箇所での、「Buono! Festa 2016」ライブ・ビューングの決定が発表された。
- 8月25日、日本武道館で単独公演を開催。新曲の初披露を含め全24曲を歌唱[33]。嗣永桃子が所属するカントリー・ガールズ、鈴木愛理が所属する℃-uteがゲストとして参加し、Buono!のデビュー曲である「ホントのじぶん」を歌唱[34]。また、2016年4月1日に発表になった、夏焼雅の新ユニットPINK CRES.の御披露目も行われた[35]。
- 12月20日、[Hello! Project ひなフェス 2017]、3月26日開催予定の[嗣永桃子 プレミアム]において、Buono!の出演が発表された[36]。
- 12月31日に開催されたHello！Project COUNTDOWN PARTY 2016 〜 GOOD BYE & HELLO ! 〜（2部）において、『Kiss!Kiss!Kiss!』『ソラシド〜ねえねえ〜』『Bravo☆Bravo』『MY BOY』『-Winter Story-』『恋愛♥ライダー』の6曲を披露した。

2017年
- 2月2日、「Buono! ライブ 2017 〜Pienezza!〜」 チケットのファンクラブ会員先行抽選受付のお知らせを発表した[37]。
- 5月15日、国内30箇所と、香港、台湾の計32箇所での、「Buono! ライブ 2017 〜Pienezza!〜」ライブ・ビューングの決定が発表された[38]。
- 5月19日、ニコニコ生放送で「Buono! ライブ 2017 〜Pienezza!〜」独占生中継が決定した[39]。
- 5月22日、横浜アリーナにおいて「Buono! ライブ 2017 〜Pienezza!〜」を単独で開催し、1万5000人を動員、新聞等のマスコミはラストライブとして報じた[40]。

### 活動完了後
2020年
- 5月15日、YouTubeのBuono!チャンネルにおいて、3年前、横浜アリーナで開演した同日同時刻である5月22日18:00から【期間限定】「Buono!ライブ2017 〜Pienezza！〜」を公開する。
  - それに先立ち、夏焼雅は、PINK CRES.チャンネルで「おうちでBuono! リモートセッション 夏焼雅×eji "消失点-Vanishing Point-”」、鈴木愛理は、鈴木愛理チャンネルで、「おうちでBuono! リモートセッション鈴木愛理×eji "OVER THE RAINBOW"」を公開した。この中で2人は、「元Buono!の〇〇」ではなく、「Buono!の〇〇」と発言している。
  - 当日1時間前17:00から、インスタライブで夏焼雅、鈴木愛理のコラボ配信、ライブ映像プレミア公開中に、「＃おうちでBuono」をつけてリアルタイムでSNS実況、配信後21:30から鈴木愛理チャンネルにて“打ち合げ生配信”を行う予定である事もSNS等で伝えられた[41]。
- 5月22日、ライブ映像プレミア公開中に、3万人以上の視聴、「＃おうちでBuono」がトレンドワード1位となった[42]。
  - また、関連として、℃-ute、初恋サイダー等もトレンド入りした。
  - 告知通りインスタライブや、“打ち上げ生配信”が行われ、これに電話出演した夏焼雅より、この後、インスタライブを行う事が発表され、およそ1時間行われた。
- 5月23日、【期間限定】「Buono!ライブ2017 〜Pienezza！〜」が、YouTubeの急上昇ランク3位となった。
- 6月23日、【期間限定】「Buono!ライブ2017 〜Pienezza！〜」が、YouTube上から無くなり、視聴期間を終えた。

2025年
- 1月2日、過去にリリースした楽曲を翌3日より各サブスクリプション型（定額制）音楽ストリーミングサービスで配信開始することを発表[43]。

## 作品

### シングル
| 順   | 発売日         | タイトル               | オリコン 最高位               | 作詞                 | カップリング                    |
| 順   | 発売日         | タイトル               | オリコン 最高位               | 作曲                 | カップリング                    |
| 順   | 発売日         | タイトル               | オリコン 最高位               | 編曲                 | カップリング                    |
| ---- | -------------- | ---------------------- | ----------------------------- | -------------------- | ------------------------------- |
| 1st  | 2007年10月31日 | ホントのじぶん         | 5位                           | 岩里祐穂             | こころのたまご                  |
| 1st  | 2007年10月31日 | ホントのじぶん         | 5位                           | 木之下慶行           | こころのたまご                  |
| 1st  | 2007年10月31日 | ホントのじぶん         | 5位                           | 西川進               | こころのたまご                  |
| 2nd  | 2008年2月6日   | 恋愛♥ライダー          | 7位                           | 岩里祐穂             | じゃなきゃもったいないっ!       |
| 2nd  | 2008年2月6日   | 恋愛♥ライダー          | 7位                           | AKIRASTAR            | じゃなきゃもったいないっ!       |
| 2nd  | 2008年2月6日   | 恋愛♥ライダー          | 7位                           | 西川進               | じゃなきゃもったいないっ!       |
| 3rd  | 2008年5月14日  | Kiss!Kiss!Kiss!        | 4位                           | 岩里祐穂             | みんなだいすき                  |
| 3rd  | 2008年5月14日  | Kiss!Kiss!Kiss!        | 4位                           | 井上慎二郎           | みんなだいすき                  |
| 3rd  | 2008年5月14日  | Kiss!Kiss!Kiss!        | 4位                           | 西川進               | みんなだいすき                  |
| 4th  | 2008年8月20日  | ガチンコでいこう!      | 6位                           | 岩里祐穂             | れでぃぱんさぁ                  |
| 4th  | 2008年8月20日  | ガチンコでいこう!      | 6位                           | ムラマツテツヤ       | れでぃぱんさぁ                  |
| 4th  | 2008年8月20日  | ガチンコでいこう!      | 6位                           | 西川進               | れでぃぱんさぁ                  |
| 5th  | 2008年11月12日 | ロッタラ ロッタラ      | 8位                           | 岩里祐穂             | マイラブ                        |
| 5th  | 2008年11月12日 | ロッタラ ロッタラ      | 8位                           | 井上慎二郎           | マイラブ                        |
| 5th  | 2008年11月12日 | ロッタラ ロッタラ      | 8位                           | 西川進               | マイラブ                        |
| 6th  | 2009年1月21日  | co・no・mi・chi        | 4位                           | 三浦徳子             | 無敵の∞Power                    |
| 6th  | 2009年1月21日  | co・no・mi・chi        | 4位                           | つんく               | 無敵の∞Power                    |
| 6th  | 2009年1月21日  | co・no・mi・chi        | 4位                           | AKIRASTAR 中山信彦   | 無敵の∞Power                    |
| 7th  | 2009年4月29日  | MY BOY                 | 7位                           | 三浦徳子             | ワープ!                         |
| 7th  | 2009年4月29日  | MY BOY                 | 7位                           | つんく               | ワープ!                         |
| 7th  | 2009年4月29日  | MY BOY                 | 7位                           | 西川進               | ワープ!                         |
| 8th  | 2009年8月26日  | Take It Easy!          | 10位                          | 三浦徳子             | キライスキダイキライ            |
| 8th  | 2009年8月26日  | Take It Easy!          | 10位                          | つんく               | キライスキダイキライ            |
| 8th  | 2009年8月26日  | Take It Easy!          | 10位                          | 西川進               | キライスキダイキライ            |
| 9th  | 2009年12月16日 | Bravo☆Bravo            | 4位                           | 三浦徳子             | -Winter Story-                  |
| 9th  | 2009年12月16日 | Bravo☆Bravo            | 4位                           | つんく               | -Winter Story-                  |
| 9th  | 2009年12月16日 | Bravo☆Bravo            | 4位                           | 西川進               | -Winter Story-                  |
| 10th | 2010年2月3日   | Our Songs              | 8位                           | 三浦徳子             | MIRACLE HAPPY LOVE SONG         |
| 10th | 2010年2月3日   | Our Songs              | 8位                           | つんく               | MIRACLE HAPPY LOVE SONG         |
| 10th | 2010年2月3日   | Our Songs              | 8位                           | 西川進               | MIRACLE HAPPY LOVE SONG         |
| 11th | 2011年2月2日   | 雑草のうた             | 9位                           | 岩里祐穂             | ラナウェイトレイン JUICY HE＠RT |
| 11th | 2011年2月2日   | 雑草のうた             | 9位                           | 井上慎二郎           | ラナウェイトレイン JUICY HE＠RT |
| 11th | 2011年2月2日   | 雑草のうた             | 9位                           | 井上慎二郎           | ラナウェイトレイン JUICY HE＠RT |
| 12th | 2011年7月20日  | 夏ダカラ!              | 13位                          | 三浦徳子             | Ice Mermaid                     |
| 12th | 2011年7月20日  | 夏ダカラ!              | 13位                          | 今井千尋             | Ice Mermaid                     |
| 12th | 2011年7月20日  | 夏ダカラ!              | 13位                          | 石崎光               | Ice Mermaid                     |
| 13th | 2012年1月18日  | 初恋サイダー/DEEP MIND | 7位                           | NOBE しほり 宮永治郎 | （両A面）                       |
| 13th | 2012年1月18日  | 初恋サイダー/DEEP MIND | 7位                           | おのりく AKIRASTAR   | （両A面）                       |
| 14th | 2016年9月21日  | ソラシド〜ねえねえ〜   | 5位（DVD音楽） 9位（DVD総合） | 津野米咲             | ロックの聖地                    |
| 14th | 2016年9月21日  | ソラシド〜ねえねえ〜   | 5位（DVD音楽） 9位（DVD総合） | 津野米咲             | ロックの聖地                    |
| 14th | 2016年9月21日  | ソラシド〜ねえねえ〜   | 5位（DVD音楽） 9位（DVD総合） | 西川進               | ロックの聖地                    |

### アルバム

#### フルアルバム
| 順  | 発売日        | タイトル      | オリコン 最高位 |
| --- | ------------- | ------------- | --------------- |
| 1st | 2008年2月20日 | Café Buono!   | 11位            |
| 2nd | 2009年2月11日 | Buono!2       | 7位             |
| 3rd | 2010年2月10日 | We are Buono! | 11位            |

#### ミニアルバム
| 順  | 発売日        | タイトル | オリコン 最高位 |
| --- | ------------- | -------- | --------------- |
| 1st | 2011年8月10日 | partenza | 21位            |
| 2nd | 2012年8月22日 | SHERBET  | 14位            |

#### ベストアルバム
| 順  | 発売日        | タイトル        | オリコン 最高位 |
| --- | ------------- | --------------- | --------------- |
| 1st | 2010年8月10日 | The Best Buono! | 16位            |

#### 限定アルバム
| 順  | 発売日        | タイトル                | 説明                                                           |
| --- | ------------- | ----------------------- | -------------------------------------------------------------- |
| 1st | 2011年7月5日  | Buono! CRUISE           | ギタリスト松原正樹がカバーアルバムを作った。                   |
| 2nd | 2012年2月12日 | Buono! Paris Collection | パリのコンサートで、Buono!の曲コレクションCDがリリースされた。 |

### 映像作品

#### シングルV
| 順   | 発売日         | タイトル                 | オリコン 最高位 |
| ---- | -------------- | ------------------------ | --------------- |
| 1st  | 2007年11月21日 | ホントのじぶん           | 11位            |
| 2nd  | 2008年2月13日  | 恋愛♥ライダー            | 6位             |
| 3rd  | 2008年6月18日  | Kiss!Kiss!Kiss!          | 8位             |
| 4th  | 2008年9月3日   | ガチンコでいこう!        | 4位             |
| 5th  | 2008年12月3日  | ロッタラ ロッタラ        | 5位             |
| 6th  | 2009年2月4日   | co・no・mi・chi          | 7位             |
| 7th  | 2009年5月13日  | MY BOY                   | 4位             |
| 8th  | 2009年9月2日   | Take It Easy!            | 5位             |
| 9th  | 2009年12月22日 | Bravo☆Bravo              | 20位            |
| 11th | 2011年2月23日  | 雑草のうた               | 17位            |
| 12th | 2011年7月27日  | 夏ダカラ!                | 16位            |
| 13th | 2012年1月25日  | 初恋サイダー / DEEP MIND | 11位            |

#### PV集
| 順  | 発売日        | タイトル                                        | メディア | オリコン 最高位 |
| --- | ------------- | ----------------------------------------------- | -------- | --------------- |
| 1st | 2010年3月10日 | CLIPS vol.1                                     | DVD      | 16位            |
| 2nd | 2012年7月4日  | Buono! 全シングル MUSIC VIDEO Blu-ray File 2012 | Blu-ray  | 31位            |
| 3rd | 2012年8月29日 | CLIPS vol.2                                     | DVD      | 36位            |

#### ライブ映像
| 順  | 収録日        | タイトル                                                                 | 会場                | 発売日         | オリコン 最高位  |
| --- | ------------- | ------------------------------------------------------------------------ | ------------------- | -------------- | ---------------- |
| 1st | 2009年2月15日 | Buono!ライブ2009 〜ハイブリッド☆パンチ〜                                 | 日本青年館          | 2009年5月27日  | 2位              |
| 2nd | 2010年2月21日 | Buono!ライブツアー2010 〜We are Buono!〜                                 | Zepp Tokyo          | 2010年5月19日  | 3位              |
| 3rd | 2010年8月15日 | Buono! ライブツアー 2010 〜Rock'n Buono! 3〜                             | 横浜BLITZ           | 2010年11月10日 | 5位              |
| 4th | 2011年2月19日 | Buono! ライブ 2011 winter 〜Re;Buono!〜(DVD/Blu-ray)                     | 渋谷C.C.Lemonホール | 2011年6月22日  | DVD:8位/BD:32位  |
| 5th | 2011年8月28日 | Buono! ライブツアー 2011 summer 〜Rock'n Buono! 4〜（DVD/Blu-ray）       | 横浜BLITZ           | 2011年12月7日  | DVD:21位/BD:19位 |
| 6th | 2012年2月25日 | Buono! LIVE 2012 "R・E・A・L"(DVD/Blu-ray)                               | Zepp Tokyo          | 2012年5月23日  | DVD:4位/BD:40位  |
| 7th | 2012年8月26日 | PIZZA-LA Presents Buono! Delivery LIVE 2012 〜愛をお届け!〜(DVD/Blu-ray) | 横浜BLITZ           | 2012年12月12日 | DVD:13位/BD:TBA  |
| 8th | 2016年8月25日 | Buono! Festa 2016(DVD/Blu-ray)                                           | 日本武道館          | 2016年11月23日 | DVD:6位/BD:2位   |
| 9th | 2017年5月22日 | Buono! ライブ 2017 〜Pienezza!〜(DVD/Blu-ray)                            | 横浜アリーナ        | 2017年9月13日  | DVD:12位/BD:1位  |

#### FC イベント会場 限定
| 順   | タイトル                                                                        | 発売日         |
| ---- | ------------------------------------------------------------------------------- | -------------- |
| 1st  | Buono! days 〜Buono!リーダー決定戦!                                             | 2008年8月22日  |
| 2nd  | Buono! 結成1周年記念 FCスペシャルライブ〜Rock'n Buono!〜                        | 2008年12月20日 |
| 3rd  | Buono! 結成1周年記念 FCスペシャルライブ〜Rock'n Buono!〜（嗣永桃子ソロver.）    | 2008年12月20日 |
| 4th  | Buono! 結成1周年記念 FCスペシャルライブ〜Rock'n Buono!〜（夏焼雅ソロver.）      | 2008年12月20日 |
| 5th  | Buono! 結成1周年記念 FCスペシャルライブ〜Rock'n Buono!〜（鈴木愛理ソロver.）    | 2008年12月20日 |
| 6th  | Buono! DVD MAGAZINE Vol.1                                                       | 2009年2月11日  |
| 7th  | Buono! Days2 2009 夏 スペシャルドラマ風 Buono!危機一髪                          | 2009年8月21日  |
| 8th  | Rock'n Buono! 2                                                                 | 2009年12月16日 |
| 9th  | Rock'n Buono! 2（嗣永桃子ソロver.）                                             | 2009年12月16日 |
| 10th | Rock'n Buono! 2（夏焼雅ソロver.）                                               | 2009年12月16日 |
| 11th | Rock'n Buono! 2（鈴木愛理ソロver.）                                             | 2009年12月16日 |
| 12th | Buono! DVD MAGAZINE Vol.2                                                       | 2009年12月19日 |
| 13th | Buono! DVD MAGAZINE Vol.3                                                       | 2010年2月11日  |
| 14th | Buono! DVD MAGAZINE Vol.4（嗣永桃子ソロver.）                                   | 2010年8月12日  |
| 15th | Buono! DVD MAGAZINE Vol.5（夏焼雅ソロver.）                                     | 2010年8月12日  |
| 16th | Buono! DVD MAGAZINE Vol.6（鈴木愛理ソロver.）                                   | 2010年8月12日  |
| 17th | Buono! DVD MAGAZINE Vol.7                                                       | 2011年2月11日  |
| 18th | Buono!イベントV「雑草のうた」                                                   | 2011年2月12日  |
| 19th | Buono! DVD MAGAZINE Vol.8                                                       | 2011年2月19日  |
| 20th | Buono! ライブツアー 2010 〜Rock'n Buono! 3〜（嗣永桃子ソロver.）                | 2011年3月30日  |
| 21st | Buono! ライブツアー 2010 〜Rock'n Buono! 3〜（夏焼雅ソロver.）                  | 2011年3月30日  |
| 22nd | Buono! ライブツアー 2010 〜Rock'n Buono! 3〜（鈴木愛理ソロver.）                | 2011年3月30日  |
| 23rd | Buono!イベントV「夏ダカラ!」                                                    | 2011年8月9日   |
| 24th | Buono! DVD MAGAZINE Vol.9                                                       | 2011年8月20日  |
| 25th | Buono! DVD MAGAZINE Vol.10                                                      | 2011年8月20日  |
| 26th | Buono! ライブ 2011 winter 〜Re;Buono!〜（嗣永桃子ソロver.）                     | 2011年9月11日  |
| 27th | Buono! ライブ 2011 winter 〜Re;Buono!〜（夏焼雅ソロver.）                       | 2011年9月11日  |
| 28th | Buono! ライブ 2011 winter 〜Re;Buono!〜（鈴木愛理ソロver.）                     | 2011年9月11日  |
| 29th | Buono! DVD MAGAZINE Vol.11                                                      | 2012年1月28日  |
| 30th | Buono! DVD MAGAZINE Vol.12                                                      | 2012年1月28日  |
| 31st | Buono!イベントV「初恋サイダー／DEEP MIND」                                      | 2012年2月26日  |
| 32nd | Buono! ライブツアー 2011 summer 〜Rock'n Buono! 4〜（嗣永桃子ソロver.）         | 2012年3月24日  |
| 33rd | Buono! ライブツアー 2011 summer 〜Rock'n Buono! 4〜（夏焼雅ソロver.）           | 2012年3月24日  |
| 34th | Buono! ライブツアー 2011 summer 〜Rock'n Buono! 4〜（鈴木愛理ソロver.）         | 2012年3月24日  |
| 35th | Buono! DVD MAGAZINE Vol.13                                                      | 2012年8月25日  |
| 36th | Buono! DVD MAGAZINE Vol.14                                                      | 2012年8月25日  |
| 37th | Buono! LIVE 2012 "R・E・A・L"（嗣永桃子ソロver.）                               | 2012年8月29日  |
| 38th | Buono! LIVE 2012 "R・E・A・L"（夏焼雅ソロver.）                                 | 2012年8月29日  |
| 39th | Buono! LIVE 2012 "R・E・A・L"（鈴木愛理ソロver.）                               | 2012年8月29日  |
| 40th | PIZZA-LA Presents Buono! Delivery LIVE 2012 〜愛をお届け!〜（嗣永桃子ソロver.） | 2013年 月 日   |
| 41st | PIZZA-LA Presents Buono! Delivery LIVE 2012 〜愛をお届け!〜（夏焼雅ソロver.）   | 2013年 月 日   |
| 42nd | PIZZA-LA Presents Buono! Delivery LIVE 2012 〜愛をお届け!〜（鈴木愛理ソロver.） | 2013年 月 日   |
| 43rd | Buono! DVD MAGAZINE Vol.15                                                      | 2016年8月25日  |
| 44th | Buono! Festa 2016（嗣永桃子ソロver.）                                           | 2017年 月 日   |
| 45th | Buono! Festa 2016（夏焼雅ソロver.）                                             | 2017年 月 日   |
| 46th | Buono! Festa 2016（鈴木愛理ソロver.）                                           | 2017年 月 日   |
| 47th | Buono! DVD MAGAZINE Vol.16                                                      | 2017年5月22日  |
| 48th | Buono! ライブ 2017 〜Pienezza!〜（嗣永桃子ソロver.）                            | 2017年12月21日 |
| 49th | Buono! ライブ 2017 〜Pienezza!〜（夏焼雅ソロver.）                              | 2017年12月21日 |
| 50th | Buono! ライブ 2017 〜Pienezza!〜（鈴木愛理ソロver.）                            | 2017年12月21日 |

## 出演

### 映画
- ゴメンナサイ（2011年10月29日）-主演

### CM
- フォーシーズ
  - ピザーラ
    - ダンス 篇 / ボーノ登場 篇（2008年11月）
※CMでは「ピザーラボーノ!」というキャッチフレーズを使っている。
    - フランス産カマンベールチーズと厳選4種ハムのピザカマンベールチーズ 篇 (Buono!ver.) （2009年7月 - 12月）
    - ギターダンス 篇（2012年3月17日）

  - VIVAパエリア（2010年6月 - ）

### ラジオ
- Viva!Paella presents MUSIC Buono!（2011年2月5日 - 9月24日、湘南ビーチFM)
- PIZZA-LA presents Cafe Buono!（2011年10月1日 - 2013年3月30日、湘南ビーチFM)
- PIZZA-LA presents Torattoria Buono!（2013年4月6日 - 2015年2月28日、湘南ビーチFM)
- PIZZA-LA presents Torattoria Buono! SP Patisserie Airi（2015年3月7日・2015年3月14日、湘南ビーチFM)
- PIZZA-LA presents Torattoria Buono! SP Patisserie Momochi（2015年3月21日・2015年3月28日、湘南ビーチFM)

### ゲーム
- Wii用ソフト「ポップンミュージック」収録楽曲（2009年8月、コナミデジタルエンタテインメント）
  - ホントのじぶん（しゅごキャラ!主題歌）

## ライブ・イベント

### FC会員限定
- Buono! 結成1周年記念 FCスペシャルライブ〜Rock'n Buono!〜
  - 2008年8月22日 ： 横浜BLITZ

- Rock'n Buono! 2
  - 2009年8月21日 ： ZEEP Tokyo

### 単独ライブ
- Buono!ライブ2009 〜ハイブリッド☆パンチ〜
  - 2009年2月11日・12日・14日・15日 ： 日本青年館

- Buono!ファーストライブツアー2009 〜Winterフェスタ!〜
  - 2009年12月19日・20日 ： 東京厚生年金会館
  - 2009年12月27日 ： Zepp Osaka
  - 2009年12月28日 ： Zepp Nagoya
- Buono!ライブツアー2010 〜We are Buono!〜
  - 2010年2月11日 ： Zepp Nagoya
  - 2010年2月20日・21日 ： Zepp Tokyo
  - 2010年2月28日 ： なんばHatch
- Buono! ライブツアー 2010 〜Rock'n Buono! 3〜
  - 2010年8月12日 ： なんばHatch
  - 2010年8月14日・15日 ： 横浜BLITZ
  - 2010年8月17日 ： Zepp Nagoya
- Buono! ライブ 2011 winter 〜Re;Buono!〜
  - 2011年2月11日 ： 横浜BLITZ
  - 2011年2月19日 ： 渋谷C.C.Lemonホール
  - 2011年2月20日 ： なんばHatch
- Buono! ライブツアー 2011 summer 〜Rock'n Buono! 4〜
  - 2011年8月20日 ： なんばHatch
  - 2011年8月22日 ： Zepp Nagoya
  - 2011年8月27日・28日 ： 横浜BLITZ
  - 2011年9月3日 ： 福岡・DRUM LOGOS
- Buono! Live in パリ（フランス）
  - 2012年2月12日 ： ムーラン・ルージュ
- Buono! LIVE 2012 "R・E・A・L"
  - 2012年1月28日・29日 ： 横浜BLITZ
  - 2012年2月18日 ： なんばHatch
  - 2012年2月25日 ： Zepp Tokyo
- PIZZA-LA Presents Buono! Delivery LIVE 2012 〜愛をお届け!〜
  - 2012年8月25日・26日 ： 横浜BLITZ
  - 2012年9月2日 ： なんばHatch
- Buono! Festa 2016
  - 2016年8月25日 ： 日本武道館
- Buono! ライブ 2017　〜Pienezza!〜
  - 2017年5月22日 ： 横浜アリーナ

### リリースイベント
- 2007年11月17日 - 25日 ： 1stシングル「ホントのじぶん」リリースイベント
  - 11月17日 ： 東京厚生年金会館
  - 11月25日 ： エル・シアター
- 2008年2月17日 - 3月1日 ： 2ndシングル「恋愛♥ライダー」リリースイベント
  - 2月17日 ： 福岡国際会議場
  - 2月23日 ： 愛知・東別院ホール
  - 2月24日 ： 東京厚生年金会館
  - 3月1日 ： 大阪厚生年金会館
- 2008年3月22日・23日 ： 1stアルバム「Café Buono!」リリースイベント
  - 3月22日 ： 大阪・御堂会館
  - 3月23日 ： 東京厚生年金会館
- 2008年5月25日 ： 3rdシングル「Kiss! Kiss! Kiss!」リリースイベント
  - 5月25日 ： 東京・品川ステラボール
- 2008年9月27日 ： 4thシングル「ガチンコでいこう!」リリースイベント
  - 9月27日 ： 品川ステラボール
- 2008年11月24日 ： 5thシングル「ロッタラ ロッタラ」リリースイベント
  - 11月24日 ： 東京・山野ホール
- 2009年2月21日 ： 6thシングル「co・no・mi・chi」リリースイベント
  - 2月21日 ： 山野ホール
- 2009年5月30日 ： 7thシングル「MY BOY」リリースイベント
  - 5月30日 ： 山野ホール
- 2009年9月4日 ： 8thシングル「Take It Easy!」リリースイベント
  - 9月4日 ： 山野ホール
- 2010年1月15日 - 30日 ： 9thシングル「Bravo☆Bravo」リリースイベント
  - 1月15日 ： CLUB GARDEN
  - 1月22日 ： セントレアホール
  - 1月30日 ： 横浜BLITZ
- 2010年2月14日 ： 10thシングル「Our Songs」リリースイベント
  - 2月14日 ： 山野ホール
- 2011年2月12日 ： 11thシングル「雑草のうた」リリースイベント
  - 2月12日 ： 赤坂BLITZ
- 2011年8月9日 ： 12thシングル「夏ダカラ!」リリースイベント
  - 8月9日 ： 横浜BLITZ
- 2012年1月18日 ： 13thシングル「初恋サイダー/DEEP MIND」リリースイベント
  - 2月26日 ： 横浜BLITZ

### ゲスト出演
- MELON GREETING（2009年10月15日、Shibuya O-EAST）
- お台場合衆国2010 〜笑うBayには福きたる!!〜（2010年8月10日、東京都港区台場）[54]
- お台場合衆国2011（2011年8月23日、東京都港区台場）
- 指原莉乃プロデュース『第一回ゆび祭り〜アイドル臨時総会〜』（2012年6月25日、日本武道館）[5]

## 書籍

### 写真集
- Buono!ファーストライブツアー2009 〜Winterフェスタ!〜 LIVE TOUR PHOTO DOCUMENT（2010年2月20日、キッズネット）ISBN 978-4048950787
- Buono!ライブ2011winter 〜Re;Buono!〜 LIVE PHOTO DOCUMENT（2011年5月9日、キッズネット）ISBN 978-4048954273
- Buono! in Paris "C'est bon!"（2012年5月25日、キッズネット）ISBN 978-4048954549
- Buono! Festa 2016 LIVEミニ写真集（2017年5月20日、オデッセー出版）

### ビジュアルブック
- Buono!ライブ2009 〜ハイブリッド☆パンチ〜（2009年2月11日、A4サイズ/16P）
- Buono!ファーストライブツアー2009 〜Winterフェスタ!〜（2009年12月19日、B4サイズ/16P）
- Buono!ライブツアー2010 〜We are Buono!〜（2010年2月11日、B4サイズ/16P）
- Buono!ライブツアー2010 〜Rock'n Buono! 3〜（2010年8月12日、メイキングDVD付）
- Buono! ライブ 2011 winter 〜Re;Buono!〜（2011年2月11日、B4サイズ/16P）
- Buono! ライブツアー 2011 summer 〜Rock'n Buono! 4〜（2011年8月20日、B4サイズ/16P）
- Buono! LIVE 2012 "R・E・A・L"（2012年1月28日、B4サイズ/16P）
- PIZZA-LA Presents Buono! Delivery LIVE 2012 〜愛をお届け!〜（2012年8月25日、B4サイズ/16P）
- Buono! Festa 2016（2016年8月25日、A4サイズ/16P）
- Buono! ライブ 2017 〜Pienezza!〜（2017年5月22日、A4サイズ/16P）

### 楽譜
- 楽譜 ALL ANISON（2008年7月、ミュージックラ）
  - Kiss!Kiss!Kiss!（しゅごキャラ!主題歌）
  - みんなだいすき（同上）